# 茶乃
茶乃（ちゃの、10月26日 - ）は、日本の女性声優。山梨県出身。

## 略歴
声優以外で少女時代に憧れた職業は保母、考古学者だったという。子供の頃、あるアニメを見ていた時に、「あっ、あのアニメキャラクターと声が一緒だ!」と気が付いて、職業としての声優に興味を持ち始めたという。
元C&Oプロダクション所属。
テレビアニメ『シスター・プリンセス RePure』の咲耶の同級生役でデビュー。

## 人物
趣味はゲーム、料理。特技はHP制作、手先を使った細かい作業。
座右の銘は「笑う門には福来る」。

## 出演作品

### テレビアニメ
2002年
- シスター・プリンセス RePure（咲耶の同級生）

2003年
- MOUSE（花村美麗）

2006年
- きらりん☆レボリューション（2006年 - 2008年、ネズミ会長夫人 他）

2009年
- 極上!!めちゃモテ委員長（西崎紅子）
- 夢色パティシエール（宮廷パティシエ女）

### OVA
2003年
- がぁーでぃあんHearts（女忍者）

2004年
- Memories Off 3.5 想い出の彼方へ（女1）
- Memories Off 3.5 祈りの届く刻（女生徒）

2005年
- がぁーでぃあんHeartsぱわーあっぷ!（イフェイ）

### ゲーム
2007年
- エルヴァンディアストーリー（ステラ）
- くるくる◇プリンセス 〜夢のホワイト・カルテット〜（城崎凛）

### 吹き替え
2003年
- 時空冒険記ゼントリックス（ボイス）

### CDドラマ
- 花鳥風月MOUSEでChu!（花村美麗）
- 封呪（パイロット版：マチ）

### その他
- イツザイ （テレビ東京） - 2008年8月30日 - 9月『ドS女優オーディション』